# George Larnyoh
George Lee Larnyoh (* 8. Januar 1938 in Ghana als Kwame Narh Kojo Larnyoh; † 18. September 2008 in Johannesburg) war ein ghanesischer Jazzmusiker (Saxophon, Gesang, Komposition), der einen Großteil seines Lebens bis 1986 von London aus als Sessionmusiker und Bandleader tätig war.

## Leben und Wirken
Larnyoh leitete bereits als Jugendlicher eine eigene Jazzband. Seine Karriere begann im Alter von 18 Jahren, als er ausgewählt wurde, während des Besuchs von Louis Armstrong 1956 in Ghana diesen mit seiner Band auf einer Inlandstournee zu begleiten. Kwame Nkrumah veranlasste, dass er für sechs Monate die Kunsthochschule  besuchte, bevor er 1957 als kultureller Abgesandter Ghanas zur Weltausstellung in Berlin entsandt wurde. Mit den Ghana Messengers trat er in Nigeria und in Europa auf.
Als Bläser-Arrangeur und Session-Musiker arbeitete Larnyoh in den frühen 1970er Jahren mit Bob Marley zusammen, aber auch mit Cat Stevens, Jimmy Cliff, Paul Kossoff, Rebop Kwaku Baah, Rico Rodriguez, Burning Spear, Toots & the Maytals oder John Martyn. Im Reggaebereich veröffentlichte er mehrere Singles unter eigenem Namen. In den 1980er Jahren arbeitete er mit Dudu Pukwana, Anansi, Incognito und der Brotherhood of Breath, bevor er nach Südafrika zog.
Larnyoh wirkte nicht nur als Songwriter an dem Spielfilm A Good Man in Africa (1994) mit, sondern auch als Darsteller eines Highlife-Sängers. Zu den bemerkenswerten Höhepunkten seines Wirkens gehörte die Leitung von mehr als hundert Trommlern bei der Amtseinführung von Nelson Mandela 1994 in Pretoria. Im Township Alexandra in Gauteng leitete er sechs Jahre lang kostenlose wöchentliche Workshops, um angehende Musiker auszubilden. Im Mai 2007 wurde bei ihm Amyotrophe Lateralsklerose diagnostiziert; ein Jahr später starb er.
Larnyohs Songs wurden (zumeist unter dem Namen George Lee) von Künstlern wie Johnny Nash, Chris McGregor oder Jimmy Dludlu aufgenommen. Posthum wurde ihm 2008 wegen seiner Verdienste um die Musik Afrikas von Channel O der Special Recognition Award verliehen.